# Hans Trüllerey
Hans Trüllerey (* 1457; † 1515) war Schaffhauser Stadtrichter, Tagsatzungsgesandter und zwischen 1499 und 1515 Bürgermeister.

## Leben und Familie
Trüllerey entstammte einem ritteradligem Geschlecht. Seine Eltern waren Ulrich (auch Ulmann) Trüllerey und Barbara Wiechser. Er wurde 1473 Stadtrichter sowie zehn Jahre später Seckelmeister und war Mitglied der «Herrenstube». Im Jahr 1499 wurde Trüllerey als Nachfolger seines älteren Bruders Ulrich († 1501) erstmals zum Bürgermeister von Schaffhausen gewählt. Bis zu seinem Tod amtierte er als Bürger- oder Unterbürgermeister. Trüllerey war Gerichtsherr von Benken und 1493 Gerichtsherr von Löhningen.
Zwischen 1499 und 1513 ist Trüllerey 27-mal als Gesandter zur eidgenössischen Tagsatzung oder Teilnehmer von Konferenzen beurkundet. Beim dritten Hegauerzug 1499 befehligte er vermutlich die Schaffhauser.
Trüllerey heiratete Agnes Schwendin. Mit seinem Bruder wurde er 1494 Mitbesitzer des Turms Rore in Aarau. Mit dem Tod seines Neffen Gangwolf Trüllerey erlosch die Familie 1547 im Mannesstamm.